# Acacia infecunda
Acacia infecunda é uma espécie de leguminosa do gênero Acacia, pertencente à família Fabaceae.